# توماس سکی
توماس سکی (انگلیسی: Thomas Secchi؛ زادهٔ ۱۹ ژوئن ۱۹۹۷) بازیکن فوتبال اهل فرانسه است.